# Estádio Reino de León

Estadio Reino de León é um estádio de futebol localizado em Leão, na comunidade autónoma de Castela e Leão, em Espanha. É a casa do clube Cultural y Deportiva Leonesa que joga actualmente na Segunda Divisão B , com capacidade para 13,451 lugares.
O estário foi inaugurado com um jogo de futebol entre o Cultural y Deportiva Leonesa e o Xerez CD, no qual o clube da casa ganhou 1 - 0. 